# Commissione Beolchini
La commissione Beolchini fu una commissione d'inchiesta interna promossa dal ministro della difesa della Repubblica Italiana nel gennaio 1967, mirata ad indagare sull'attività del servizio segreto militare SIFAR durante la direzione di Giovanni de Lorenzo, e in particolare sui fascicoli dell'archivio riservato.
Era composta da tre generali, Aldo Beolchini che la presiedette, Umberto Turrini e Andrea Lugo.

## Storia
La commissione fu istituita a seguito di interrogazioni presentate al Senato sulla gestione dei rapporti informativi dei servizi segreti. Essa, nella relazione conclusiva, affermò che la raccolta di informazioni compiuta da tale apparato era finalizzata ad evidenti intenti ricattatorii, sia nelle illegittime modalità di esecuzione, sia nell'intenzionale travisamento dei fatti preordinato al raggiungimento di conclusioni quanto più svantaggiose per il vigilato.
La relazione finale della commissione fu trasmessa al ministro della Difesa Roberto Tremelloni il 28 marzo 1967 e, nello stesso comunicato del 15 aprile 1967 in cui si riferiva che il Ministro ne aveva esposto i contenuti al Consiglio dei Ministri, si riferiva che il generale de Lorenzo era rimosso dall'incarico di capo di stato maggiore dell'esercito.
Il ministro Tremelloni riferì di nuovo al Senato e, successivamente, sul tema - questa volta alla Camera
dei deputati — furono discusse due mozioni sull'argomento. In quella sede il 3 maggio 1967 il deputato Luigi Anderlini fu il primo a stabilire un diretto collegamento fra le deviazioni del S.I.F.A.R. ed un presunto colpo di Stato che sarebbe stato tramato nel 1964: "traendo, fra l'altro, spunto da questo intervento, il giornalista Raffaele Jannuzzi, svolgeva un'inchiesta su quanto era avvenuto nel corso della crisi governativa del luglio 1964, e ne pubblicava i risultati sul n. 20 del settimanale L'Espresso, uscito con la data del 14 maggio 1967, in un articolo dal titolo «Segni e de Lorenzo. Complotto al Quirinale»".. Il 21 maggio, dopo aver ricercato dichiarazioni da Pietro Nenni, la medesima testata pubblicava un'intervista significativa a Ferruccio Parri, che i giornalisti
Scalfari e Jannuzzi avevano raccolto "a Parigi, all'Hotel Residence des Maréchaux, il 12 maggio 1967, in cui venivano confermate le dichiarazioni fatte dal
senatore Parri allo Jannuzzi quattro giorni prima".

## Seguiti
Quando la relazione conclusiva fu richiesta dalle commissioni parlamentari di inchiesta sul Sifar e sul piano Solo, fu secretata a metà dagli omissis apposti, per conto del governo Moro III, dal sottosegretario alla Difesa Francesco Cossiga, adducendo il segreto politico-militare. La mole di fascicoli vagliati fu di circa 157 000 fascicoli, di cui più di 30 000 giudicò acquisiti con metodi illegali. La desecretazione dei lavori della commissione fu disposta il 28 dicembre del 1990 dal governo Andreotti VI.
Il materiale fu reso disponibile con l'invio da parte della presidenza del consiglio nel gennaio 1991 alla commissione parlamentare d'inchiesta sulle stragi, e pubblicato tra gli atti della commissione.